# Il ragazzo del mare
Il ragazzo del mare (The Dove) è un film statunitense del 1974 diretto da Charles Jarrott.
È basato sul libro autobiografico di Robin Lee Graham, marinaio statunitense che nell'estate 1965 ha completato da adolescente il giro del mondo in solitaria. Mistero e avventura si intrecciano in questa storia molto particolare che racconta di Diego Roelas, ragazzino spagnolo, che desidera imbarcarsi come mozzo sulla nave di Cristoforo Colombo che salperà per le Indie affrontando l'oceano Atlantico, a quel tempo definito Mare Tenebroso.

## Collegamenti estremi
- Il ragazzo del mare, su MYmovies.it, Mo-Net Srl.
- (EN) Il ragazzo del mare, su IMDb, IMDb.com.
- (EN) Il ragazzo del mare, su AllMovie, All Media Network.
- (EN) Il ragazzo del mare, su Rotten Tomatoes, Fandango Media, LLC.
- (EN) Il ragazzo del mare, su Box Office Mojo, IMDb.com.
- (EN) Il ragazzo del mare, su AFI Catalog of Feature Films, American Film Institute.